# Порт Антверпена
Порт Антверпена — порт міста Антверпен. Розташований у Фландрії (Бельгія), переважно в провінції Антверпен, але також частково у провінції Східна Фландрія. Це морський порт у самому серці Європи, доступний для суден. Це другий за величиною морський порт Європи після Роттердама. Антверпен стоїть у верхньому кінці припливного лиману Шельди. Лиман є судноплавним суднами валовими тоннами понад 100 000 тонн до 80 км вглиб країни. Як і порт Гамбурга, порт Антверпена розташований у внутрішній частині Європи, ніж більшість портів Північного моря. Доки Антверпена з'єднані з внутрішніми районами залізницею, автомобільним транспортом, а також річковими та канальними водними шляхами. В результаті порт Антверпена став одним з найбільших морських портів Європи, займаючи друге місце після Роттердама за загальним обсягом перевезення вантажів. Його міжнародні рейтинги варіюються від 11-го до 20-го (AAPA). У 2012 році порт Антверпена обслуговував 14 220 морських торговельних суден (190,8 мільйона тонн вантажу, 53,6% у контейнерах), 57 044 внутрішні баржі (123,2 мільйона тонн вантажу) і надавав лайнери для 800 різних морських напрямків.

## Історія
Потенціал Антверпена як морського порту був визнаний Наполеоном Бонапартом, і він наказав побудувати в Антверпені перший шлюз і док у 1811 році. Названий док Бонапарта, до нього приєднався другий док – док Віллема на честь голландського короля – у 1813 році. Бельгійська революція спалахнула в 1830 році, існували цілком обґрунтовані побоювання, що голландці знову блокують Шельду, але в такому випадку вони задовольнилися стягненням жорсткого мита. На щастя, молода Бельгія мала друзів у Британії, зокрема в особі лорда Пальмерстона, який вважав, що існування Бельгії буде вигідним для Британії, і, як наслідок, важливо переконатися, що новонароджена держава була економічно життєздатною.
Завдяки його підтримці бельгійський уряд зміг викупити голландський збір у 1863 році. До того часу док Каттендейк був завершений у 1860 році, а всі важливі залізниці Залізного Рейну до Руру були завершені в 1879 році. Тоді Антверпен пережив другий золотий вік, і до 1908 року було побудовано вісім доків. Відкриття шлюзу Ройерс, розпочате в 1905 році, означало, що кораблі, які забирають до 9,4 м. води, мали змогу заходити в існуючі доки та доступ до нових доків Лефевр та Америка. Такою була ситуація на початку Першої світової війни в 1914 році. Англійці та Вінстон Черчілль, тодішній Перший лорд Адміралтейства, зокрема добре усвідомлювали стратегічне значення порту Антверпена, настільки, що Черчілль прибув до Антверпена. 4 жовтня 1914 р. взяти на себе оборону міста та його порту.

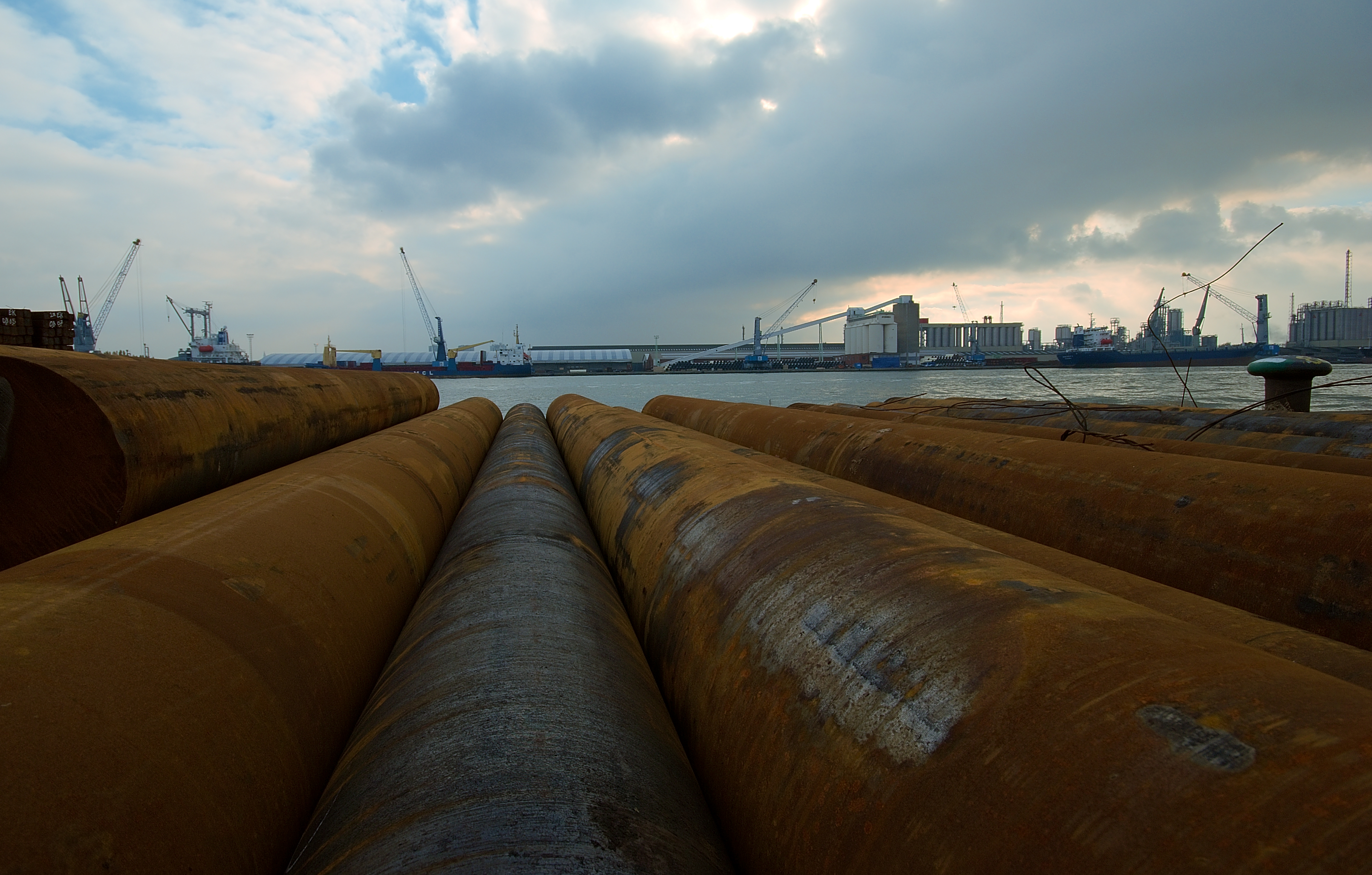
Порт Антверпена

У 1944 році під час Другої світової війни союзні війська звільнили Антверпен 4 вересня. Порт і споруди були відносно непошкодженими, і капітальних реконструкційних робіт не вимагалося. Однак порт не міг бути використаний до 28 листопада, після того, як підходи до лиману були очищені в битві на Шельді. Вальхерен був ключем, який дозволяв використовувати порт, розташований вище за течією на правому березі південного гирла річки. Вальхерен був атакований канадськими та британськими військами, і 8 листопада весь опір Німеччини на острові був захоплений. Угода передала велику частину північної частини порту американцям, а південну частину та місто Антверпен — британським військам. Перше вантажне судно США James B. Weaver прибуло 28 листопада 1944 року з людьми 268-ї портової роти та їх обладнанням на борту. До середини грудня порт працював на високій швидкості, і в середньому американці працювали близько 9000 цивільних. Незважаючи на ворожі повітряні атаки, ракети та бомби, операції ніколи не були повністю припинені, хоча й були перервані. У першому півріччі 1945 р. середня кількість вивантажуваних вантажів становила близько 0,5 млн. тонн на місяць. Після закінчення бойових дій в Європі порт використовувався для перевезень боєприпасів, транспортних засобів, танків і особового складу в Тихий океан. Після капітуляції Японії вантажі були спрямовані до США. Починаючи з листопада 1945 р. діяльність знизилася, і до жовтня 1946 р. всі операції армії США припинилися.

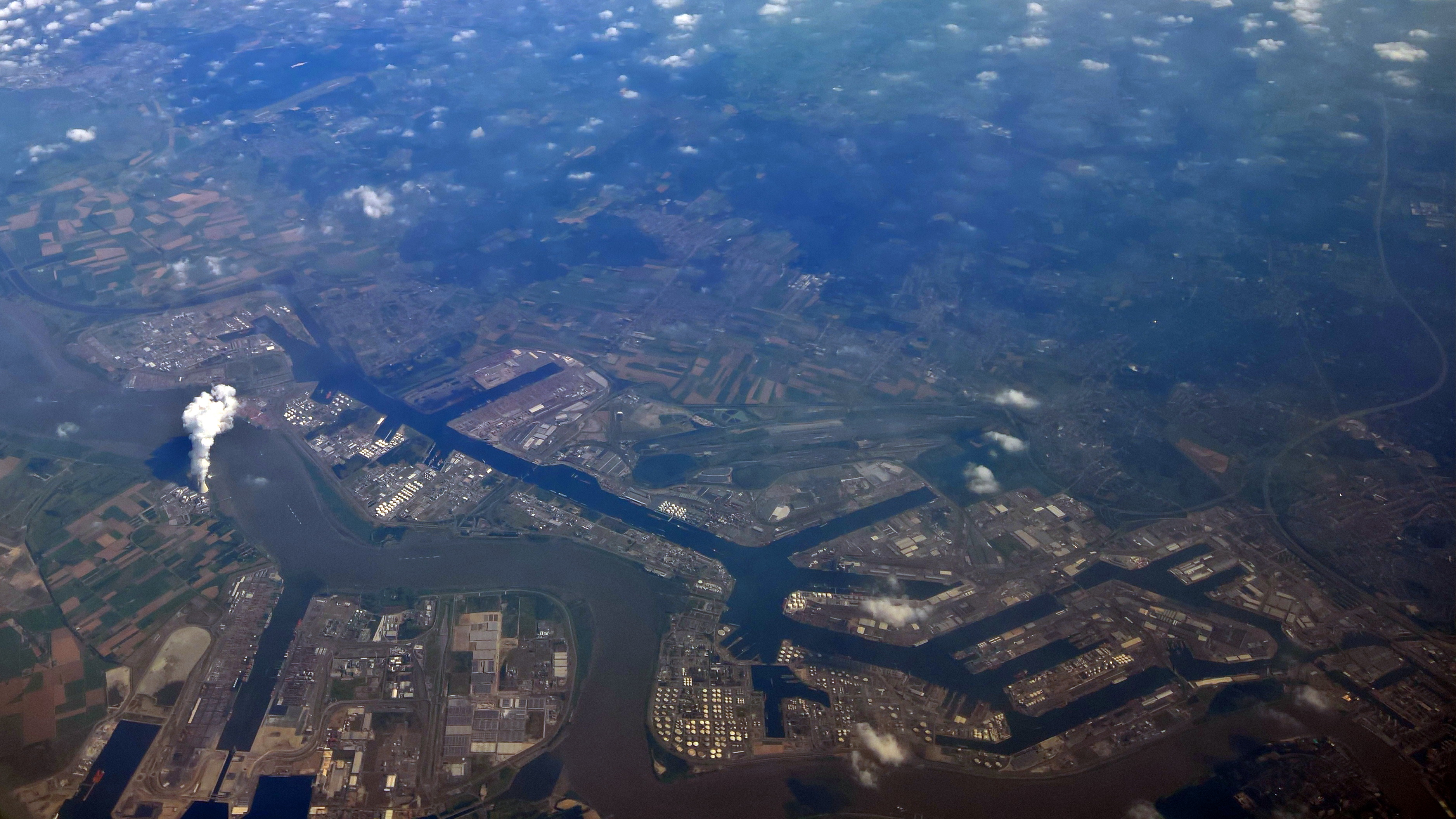
Порт Антверпена, вид з комерційного авіалайнера. Правий берег проходить від середнього лівого боку до нижнього правого боку фотографії. Scheldt проходить внизу від середньої лівої сторони до середньої нижньої сторони. Док Деурганк видно в нижньому лівому боці. Інші деталі включають замок Kieldrecht, що з'єднує док Деурганк з лівим берегом (частково видно в крайньому нижньому лівому боці). Атомна електростанція Doel також видно в центрі лівого боку фотографії.

Коли мир повернувся, розпочалися роботи над Гроте Дорстік, амбітним планом, який в кінцевому підсумку призвів до розширення доків на правому березі Шельди до голландського кордону. Будівництво Берендрехтського шлюзу стало вінцем цього плану. Це був найбільший у світі шлюз для судноплавства, коли його було відкрито в 1989 році. З 1989 року розвиток зосереджено на створенні припливних причалів із швидким обертанням як на Правому березі (термінал Європи та термінал Північного моря), так і на лівому березі (док Деурганк).
У жовтні 2010 року порт затвердив довгостроковий інвестиційний план на суму 1,6 мільярда євро на наступні 15 років. Порт покращить існуючі потужності та придбає землю у General Motors, яка закриває свій завод в Антверпені. На відміну від порту Роттердама, який зміг розширитися на захід уздовж річки Маас до Європорту та поширитися в Північне море разом із Маасвлакте, у Антверпена мало можливостей для подальшого розширення на захід, кордону з Нідерландами, а на лівому березі Бельгії знаходиться атомна електростанція нижче за течією від доку Деурганк.
У жовтні 2019 року порт Антверпена почав використовувати двопаливний буксир, який працює на водні та дизелі (так званий HydroTug).

## Схема порта

### Правий берег
З відкриттям Берендрехтського шлюзу (1989 р.) було досягнуто головне досягнення в розвитку правобережного докового комплексу. З довжиною 500 м між шлюзовими воротами і шириною 68 м, замок Берендрехт був найбільшим шлюзом у світі на момент його побудови (обігнав шлюз Kieldrecht на лівому березі Антверпена). Цей шлюз має глибину 13,50 м, що робить глибину підвіконня при середній повноті рівною 17,75 м. Крім шлюзу, на берегах Шельди за межами комплексу доків ведеться подальша розбудова правого берега. Тут відкрито два великих контейнерних термінали. У 1990 році запрацював термінал «Європа», по-друге, термінал у Північному морі почав функціонувати в 1997 році.

### Лівий берег
Перші плани розвитку Waaslandhaven на лівому березі Антверпена були підготовлені в роки буму 1960-х років. Тоді сподівалися, що з голландцями вдасться досягти домовленості про будівництво каналу Баалхук, який пролягав би від Калло в Бельгії через Утоплену землю Сейфтінг (на голландській території) до Західної Шельди. Ця грандіозна концепція мала перевагу в тому, що вона відрізала складний вигин, відомий як Bocht van Bath, і полегшила доступ до кораблів з глибокою осадкою. Роботи над замком Калло розпочалися в 1979 році, і до кінця 1980-х років основні обриси Ваасландгафену були в цілому завершені. Основними складовими є Ваасландський канал, док Верребрук і док Врасене. Відмова від проекту каналу Баалхук означав, що додатковий док, відомий як Док Доел, так і не був обладнаний для судноплавства. Розвиток ділянок у нових доках почався повільно, але почався в 1990-х роках. На сьогоднішній день у доку Врасене торгують лісоматеріалами, фруктовими соками, автомобілями, пластиковим гранулятом, брухтом та сипучим газом. Обладнання доку Верребрук почалося в 1996 році, а його перше морське судно прибуло в 2000 році. Після завершення роботи цей док забезпечить загальну протяжність 5 км причалів з осадкою 14,5 м.

### Док Деурганк
Оскільки існуючі контейнерні термінали на правому березі Шельди досягли максимальної пропускної здатності, а обсяг контейнерних перевезень продовжує збільшуватися (у 2007 році він збільшився на 8,2% до 8 млн. TEU), було побудовано новий доковий комплекс: приливний Док Деурганк, відкритий до річки і який не вимагає проходження суден через будь-який шлюз. Перший термінал у цьому доку було відкрито 6 липня 2005 року. Повна потужність доку оцінюється у понад 8-9 мільйонів TEU. Док Деурганк має довжину пристані 5,5 км. і складається з 1 200 000 кубометрів бетону. Шлюз Kieldrecht, новий шлюз у кінці Деурганкдоку, що дає доступ до доків у районі порту на лівому березі, відкрився в червні 2016 року і є найбільшим шлюзом у світі. Шлюз глибший за шлюз Берендрехт, попередній найбільший, у відповідь на тенденцію до все більших кораблів. Замок, який представляє інвестиції в розмірі 340 мільйонів євро, є другим замком у закритих гавань і являє собою надійну функцію; якби єдиний шлюз вийшов з ладу, будь-які судини всередині були б заблоковані, тоді як дуже малоймовірно, що обидва шлюзи могли б одночасно вийти з ладу. З боку суші, зверненої до комплексу доків, шлюз веде в канал Ваасланд. Звідти кораблі мають легкий доступ до всіх інших доків на лівому березі: доку Doel, доку Verrebroek, доку Vrasene та Північного та Південного причальних доків. З 2015 року північною стороною доку керує спільне підприємство MSC та PSA international, яке зазвичай називають MPET. Південна сторона доку обслуговується DP world, термінал відомий під назвою «Antwerp Gateway».